# Jorge Vaca
Jorge Vaca (* 14. Dezember 1959 in Guadalajara, Jalisco, Mexiko) ist ein ehemaliger Boxer im Weltergewicht. Am 28. Oktober 1987 fügte er dem bis dahin ungeschlagenen Briten Lloyd Honeyghan (31-0-0) seine erste Niederlage zu und wurde dadurch WBC-Weltmeister. Allerdings nahm ihm der Brite im direkten Rückkampf, welcher Ende März des darauffolgenden Jahres stattfand, durch klassischen K. o. in Runde 3 wieder ab.